# Lustspelet
Lustspelet är den svenska författaren Charlotta Lindells debutroman, utgiven 2013.